# Grabce-Towarzystwo
Grabce-Towarzystwo – wieś w Polsce położona w województwie mazowieckim, w powiecie żyrardowskim, w gminie Mszczonów.
W skład sołectwa Grabce-Towarzystwo wchodzą także wsie Długowizna , Grabce Wręckie i Wólka Wręcka.
W latach 1975–1998 miejscowość administracyjnie należała do województwa skierniewickiego.